# Đường tỉnh 235
Đường tỉnh 235 hay tỉnh lộ 235, viết tắt ĐT235 hay TL235, là đường tỉnh ở huyện Cao Lộc, tỉnh Lạng Sơn.
ĐT235 bắt đầu từ Quốc lộ 1 tại thành phố Lạng Sơn 21°52′3″B 106°45′49″Đ / 21,8675°B 106,76361°Đ.
Đường đi hướng đông bắc qua thị trấn Cao Lộc. Đến xã Cao Lâu đường theo hướng bắc-đông bắc, đến Cửa khẩu Co Sâu 21°55′54″B 106°56′45″Đ / 21,93167°B 106,94583°Đ, thông thương sang Cửa khẩu Bei Shan tỉnh Quảng Tây, Trung Quốc.